# Marija Nikiforova
Marija Hrihorivna Nikiforova (in ucraino: Марія Григорівна Нікіфорова; in russo Мария Григорьевна Никифорова?, Marija Grigor'evna Nikiforova; Aleksandrovsk, 1885 – Sebastopoli, 1919) è stata un'anarchica ucraina.

## Biografia
Nata ad Aleksandrovsk (ora Zaporižžja), in Ucraina, nel 1885, il padre di Marija era un ufficiale e eroe della guerra russo-turca del 1877-1878. All'età di 16 anni, lascia la casa natia e intraprende diversi lavori quali: babysitter, un'impiegata alle vendite e infine una lavoratrice di fabbrica in una distilleria di vodka. In seguito si unì ad un gruppo locale di anarco-comunisti.
Nei primi anni di lotta adotta una strategia terroristica, mettendo in scena numerosi attentati ed espropri, tra cui le rapine alle banche. Accertato, il suo coinvolgimento in queste attività che l'ha portata ad un passo dalla pena di morte, successivamente commutata in ergastolo. Ha svolto parte della sua condanna nella prigione di Petropavlovsk a San Pietroburgo, prima di essere espulsa in Siberia nel 1910. Da lì fuggì in Giappone. Andò da lì negli Stati Uniti, poi in Spagna, e finalmente arrivò a Parigi. Nel 1913 era conosciuta con il soprannome di Marusja, diminutivo di "Marija", anche se quando o come abbia acquisito il diminutivo resta tuttora sconosciuto. A Parigi, sposò Witold Brzostek, anarchico e amico polacco, per una questione di convenienza. Con lo scoppio della prima guerra mondiale, si schierò con la posizione antitedesca di Pëtr Kropotkin, a favore delle potenze alleate.